# Combat Vehicle Reconnaissance (Tracked)

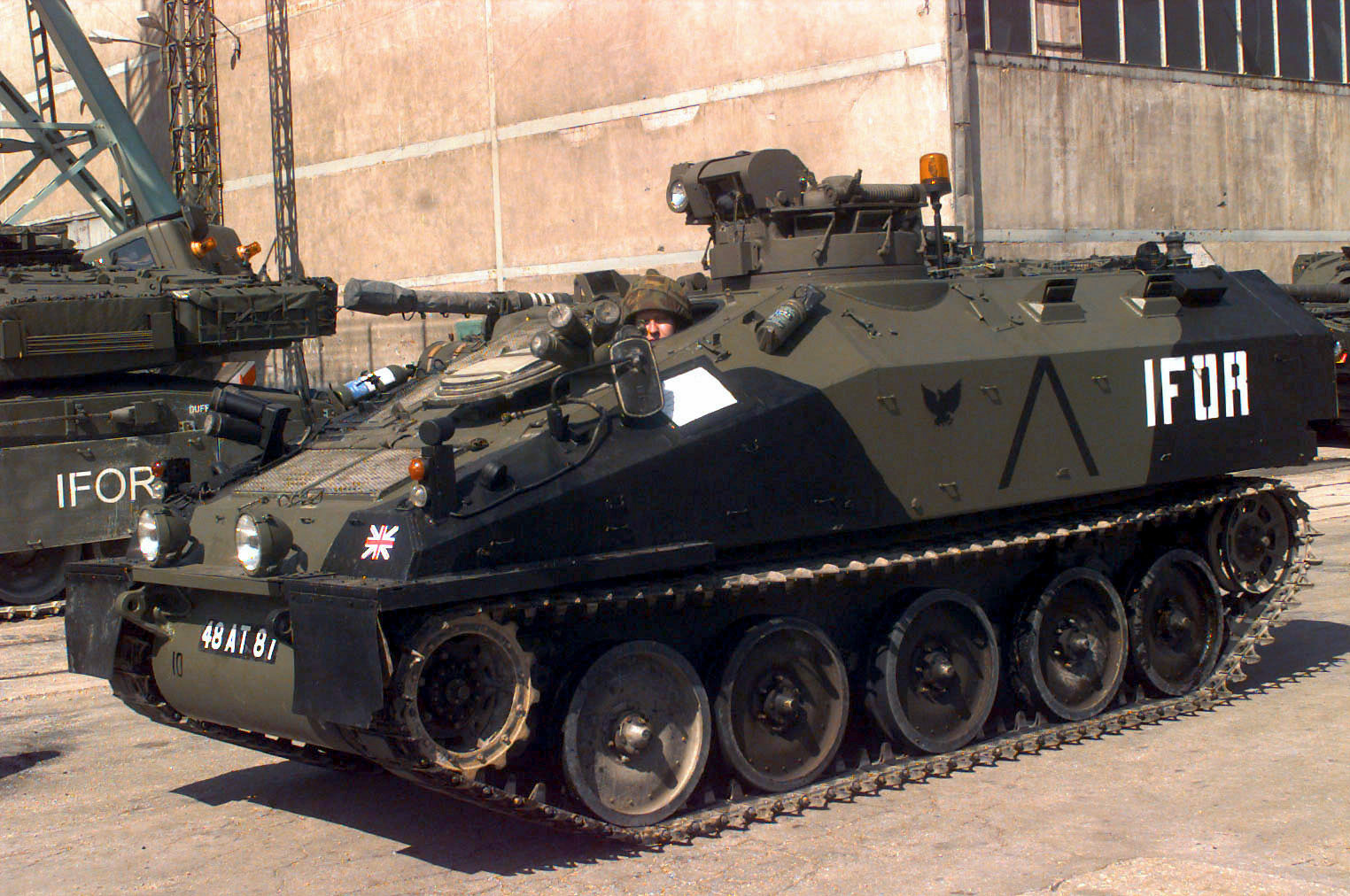
Transport de troupes FV-103 Spartan

La famille des Combat Vehicle Reconnaissance (Tracked) ou CVR(T) est une série de véhicules blindés de l'armée de terre britannique. 

## Caractéristiques
La famille des CVR(T) inclut des chars légers de reconnaissance, des transports de troupes, des véhicules du génie, ainsi que de la maintenance (dépannage, ambulance). Ils ont une masse à vide inférieure à 9 tonnes. Le blindage est fabriqué de l'alliage 7017 d'aluminium et de zinc.
Ces véhicules partagent un même moteur, un même système de transmission et de boîte de vitesses mais ont une caisse différente en fonction des missions imposées à chacun d'eux. Plus de 3 000 engins de cette famille ont été fabriqués par Alvis Vickers.

## Histoire
La série des CVR(T) est née d'un projet visant à créer un « véhicule de reconnaissance blindé aérotransportable » afin de remplacer les véhicules plus anciens de type Saladin et Ferret. Il y eut un long débat pour déterminer s'il était plus intéressant d'avoir une série de véhicules à chenilles ou à roues (Combat vehicle reconnaissance (wheeled) ou CVR(W)). Cette dernière série n'a donné qu'un seul engin, le FV-721 Fox. 
Le premier prototype de cette série conçu par le Fighting Vehicles Research and Development Establishment, devenu en 1970 le Military Vehicles and Engineering Establishment (en) fut construit le 23 janvier 1969.
Les essais se déroulèrent en Australie, à Abu Dhabi, en Iran et au Canada. Ils furent couronnés de succès. En mai 1970, Alvis reçut une commande pour la production de 2 000 véhicules de la famille, dont les premiers exemplaires furent livrés en 1972 aux régiments des 17th/21st Lancers (à l'époque déployés en Allemagne de l'ouest), bien que le véhicule n'entra officiellement en service qu'en 1973.
La British Army en utilisa 9 durant la guerre des Malouines, 4 véhicules de reconnaissance Scorpions (avec canon basse pression de 76 mm), 4 véhicules de reconnaissance Scimitar (avec canon de 30 mm) et 1 véhicule de récupération Samson du Blues and Royals. Ce sont les seuls blindés britanniques engagés dans ce conflit. Un Scorpion est détruit et un autre est endommagé par une mine.
En 2010, il était prévu que les CRV(T) commencent à être mis hors service à partir de 2014. Cette date de mise hors service est, certains diraient avec optimisme, fixée en décembre 2021 à 2023 en raison des grandes difficultés du programme de véhicules blindés General Dynamics Ajax britannique armé d'un canon 40 CTAS devant les remplacer.

## Évolution
Alvis Vickers a créé une nouvelle famille de véhicules basés sur les dernières évolutions du FV-103 Spartan.
En plus des versions et des aménagements apportés par le fabricant officiel, il existe au moins une entreprise — Repaircraft PLC — qui offre la possibilité d'améliorer les capacités de ces véhicules sous le nom de « S 2000 Scorpion Peacekeeper ».

## Versions
- FV-101 Scorpion - char léger
- FV-102 Striker - chasseur de chars
- FV-103 Spartan - transport de troupes
- FV-104 Samaritan - ambulance
- FV-105 Sultan - véhicule poste de commandement
- FV-106 Samson - véhicule de dépannage
- FV-107 Scimitar - char léger
- Sabre - char léger
- Shielder - véhicule de minage/poseur de mines

- Streaker - véhicule de transport

- FV4333 Stormer HVM - véhicule anti-aérien

## Pays utilisateurs
- Belgique - toutes les versions des CVR (T) sont désormais retirées du service actif
- Botswana
- Brunei
- Chili
- Espagne
- Honduras
- Iran
- Irak
- Indonésie
- Irlande
- Jordanie
- Lettonie : 123 commandés en septembre 2014[2]
- Malaisie
- Nouvelle-Zélande
- Nigeria
- Oman
- Philippines
- Tanzanie
- Thaïlande
- Togo
- Émirats arabes unis
- Royaume-Uni